# Haliclona viscosa
Haliclona viscosa är en svampdjursart som först beskrevs av Topsent 1888.  Haliclona viscosa ingår i släktet Haliclona och familjen Chalinidae. Inga underarter finns listade i Catalogue of Life.